# 第一屆新加坡金曲獎得獎名單
第一屆新加坡金曲獎，又稱第一屆933醉心金曲獎，於1993年7月在世界貿易中心海港之苑（已拆除）舉行，大會司儀為YES 933DJ馮慧詩、江江、楊金英和楊強琳。

## 最佳唱片製作獎
- 吻別，黃慶元、薛忠銘

## 最佳金曲獎
- 吻別，張學友

## 最佳本地創作歌曲獎
- 紅塵來去一場夢，巫啟賢

## 最佳作詞獎
- 鬼迷心竅，李宗盛

## 最佳作曲獎
- 北京一夜，陳昇

## 最佳編曲獎
- 葬心，小蟲

## 最佳唱片包裝獎
- 愛的代價，張艾嘉

## 最佳電影主題曲獎
- 男兒當自強

## 最受歡迎男歌手獎
- 張學友

## 最受歡迎女歌手獎
- 葉蒨文

## 最佳本地歌手獎
- 巫啟賢

## 最佳組合獎
- 優客李林

## 最佳新人獎
- 吳奇隆

## 最受賞識國內音樂人獎
- 李迪文

## 醉心榮譽獎
- 十年風雲獎：羅大佑